# Daniel de Cortázar Larrubia
Daniel Francisco de Paula Cortázar y Larrubia (Madrid, 4 d'abril de 1844 - Madrid, 13 de febrer de 1927) va ser un enginyer de mines i acadèmic espanyol.

## Biografia
Va néixer en Madrid el 4 d'abril de 1844. Va estudiar les carreres d'Enginyeria de Mines i Dret. Va ser membre de la Reial Acadèmia Espanyola —primer corresponent i més tard numerari, en substitució de Cánovas del Castillo— i de la Reial Acadèmia de Ciències Exactes, Físiques i Naturals —des de 1883, amb la medalla 11. President de la Reial Societat Espanyola d'Història Natural en 1894 director de la comissió del Mapa Geològic d'Espanya i de la revista La Naturaleza (1902), va ser col·laborador de publicacions periòdiques com La Ilustración Española y Americana, Metallurgical Review, Anales de la Industria y la Construcción o Revista Minera, Metalúrgica y de Ingeniería, entre d'altres, a més d'escriure diverses memòries i opuscles de caràcter científic. Vas morir el 14 de febrer de 1927 a la seva ciutat natal.